# Pyongyang Sports Club
Der Pyongyang Sports Club (Chosŏn'gŭl: 평양시체육단; Hanja: 平壤市體育團) ist eine nordkoreanische Sportorganisation mit mehreren Sportabteilungen. Die Organisation hat ihren Sitz in Pjöngjang.
Mit dem Fußballsport, der größte Abteilung des Clubs, ist er in der DPR Korea Liga vertreten, der höchsten Liga in Nordkorea. Gegenwärtig ist der Kader 1,45 Millionen Euro wert. Der größte Rivale von Pyongyang ist der 25. April SC. Das Derby wird als  „Pyongyang Derby“ bezeichnet. Aufgrund der internationalen Isolation des Landes ist über fast alle nordkoreanischen Clubs nur sehr wenig bekannt.

## Geschichte
Der Verein wurde am 30. April 1956 von Kim Il-sung gegründet. Im Oktober 1971 schloss sich der Club mit dem Moranbong Sports Club (Chosŏn'gŭl: 모란봉체육단; Hanja: 牡丹峰體育團) und dem Rodongja Sports Club (Chosŏn'gŭl: 로동자체육단; Hanja: 勞動者體育團) zusammen. 2006 feierte der Verein sein 50-jähriges Bestehen.

## Erfolge
Der Verein konnte im Fußball fünfmal, 1991, 2004, 2005, 2008 und 2009, die DPR Korea Liga gewinnen. Die U23 wurde 2004 Sieger der U23-Teams. Den Pokal konnte Pyongyang 2012 gewinnen.

## Bekannte Spieler
- Kim Kuk-jin (bis 2010[11] beim FC Wil unter Vertrag)
- Kim Yong-jun (seit 2009 wieder beim Pyongyang Sports Club)
- Ri Chol-myong

## Trainer
Der Verein hat folgende Trainer: Ri Ung Ju (Boxtrainer) und Kim Chun Phil (Turntrainer).